# کفر نایا
کفر نایا (به عربی: کفر نایا) یک روستا در سوریه است که در اعزاز واقع شده‌است. کفر نایا ۵٬۶۴۷ نفر جمعیت دارد.